# 13-я жертва
Колдовство 13: Кровь избранных (англ. Witchcraft XIII: Blood of the Chosen), также известный под названием «13-я жертва» — тринадцатый фильм из серии фильмов ужасов под названием Колдовство американского режиссёра Мэла Хауса, премьера которого состоялась 8 января 2008 года сразу на DVD. Является сиквелом фильма Колдовство 12: В логове змея и приквелом к фильму Колдовство 14: Ангел смерти.

## Сюжет
Когда Уилл Спэнсер, невольный наследник тьмы, вновь оказывается в самом центре борьбы против сил зла, происходит ряд страшных убийств. Потерпевшие безжалостно убиты в результате обряда — во всех телах отсутствует сердце. У абсолютно всех потерпевших есть кое-то что общее с Уиллом, что-то, что любыми способами пытаются заполучить посланники тьмы. Может ли Уилл Спэнсер разгадать загадку, находящуюся вокруг убийства, до того, как станет очень поздно? Или он наконец сдастся тьме, которая течёт в его жилах?

## Связь с предыдущими фильмами
Уилл говорит Долорес, что знал другую женщину с таким именем, подразумевая Долорес из фильма Колдовство 2: Искусительница. Уильям рассказывает, что сменил фамилию Адмас на Спаннер (это произошло в фильме Колдовство 3: Поцелуй смерти). Упомянается детектив Лутц и её поездка в Англию по делу серийного убийцы (это произошло в фильме Колдовство 10: Повелительница).

## Критика
Кевин Метьюс дал оценку фильму 3/10.
Марк Лонгден считает, что сюжет ничем не отличается отсюжета большинства фильмов из серии.

## В ролях
- Тим Вробель — Уилл Спаннер
- Сизар Кастилло — Клайв
- Анжанетт Клюис — Лиандра
- Ричард Флуд — офицер Уайт
- Оджинга Грин — бармен
- Зои Хантер — Скайлар
- Томас Курцы — Одинокий мужчина
- Дженифер Лафлер — Долорес Стивенс
- Линн Майклс — офицер Джентри
- Фален Проффитт — Лаура

## Производство
Съёмки фильма проходили в городах Хьюстон и Берне, Техас, США.
Производством фильма занималась компания Tripod Films. Спецэффектами занималась компания DX9 Design.
Фильм был снят на непрофессиональную цифровую видеокамеру.

## Релиз
Слоган фильма: Их число увеличилось (Their number is up).
В США фильм вышел на DVD 8 января 2008 года. Вышло две версии фильма на 89 и 84 минуты, одна для DVD другая для ТВ.
В России фильм вышел на DVD 11 ноября 2008 года под названием 13-я жертва, дистрибуцией занималась компания Sigma Film.
В Нидерландах фильм вышел сразу на DVD 1 апреля 2009 года (BBI-DVD).

## Саундтрек
- What’s the Deal

Авторы Дэвид Каналес, Джеральд И. ДеЛоуч, Джамал Бэнкстон и Кристофер Коффман
Исполнение Deuce & G.A.G.E.
- Contrarian

Авторы Мел Хаус и Джон Ортега и исполнение The Grey Party
- Death of a French Whore

Автор и исполнитель The Murdocks
- We Both Suffer

Автор и исполнитель Radio Pioneer
- Wrong from Right

Автор и исполнитель Radio Pioneer
- Inside

Автор и исполнитель The Phantom Pains
- The Poisoned Apple

Автор и исполнитель Two Star Symphony
- Gemini Friend

Автор и исполнитель Two Star Symphony
- Ballad of the Lonely Man

Автор Томас Курци
Исполняют Томас Курзи и Скотт Айерс